# Armée catholique et royale de Normandie
L'Armée catholique royale de Normandie, parfois simplement nommée Armée royale de Normandie car elle comptait quelques protestants dans ses rangs, était une armée de chouans commandée par Louis de Frotté. La chouannerie normande se limita toutefois à l'Orne et le sud de la Manche plus, dans le Maine, quelques zones du nord de la Mayenne.
Sa devise est : « La religion, le roi ou la mort ! »

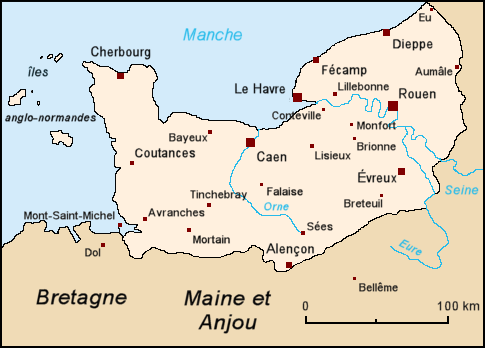
Terrain privilégié des combats de l'armée royale de Normandie (hors rive droite de la Seine).

## Divisions (1795-1796)
- État-Major :
  - Colonel : Louis de Frotté
  - Commandant en second : Thomas Gabriel François d'Oilliamson
- Effectifs : 4 000  à   5 000 hommes
- Canton d'Avranches.
  - Chef de canton : Jean-Jacques de La Huppe de Larturière, dit Bellavidès
- Canton de Saint-Jean-des-Bois, 1 500 hommes.
  - Chef de canton : du Lorent († 14 décembre 1795 au Teilleul)
  - Chef de canton : Charles Louis de Godefroy de Bois-Jugan[4] (Saint-Jean-de-Daye, 8 septembre 1745 - † Tinchebray le 31 mars 1796)
  - Chef de canton : Étienne Martial Galiot de Mandat († Caen le 18 septembre 1798), dit le Balafré
- Canton d'Ambrières-les-Vallées, 1 000 hommes.
  - Chef de canton : Charles-Nicolas de Saint-Paul de Lingeard
- Canton de Flers, 800 hommes.
  - Chef de canton : François de Marguerye, dit Griffon

...

## Divisions (1799-1800)
- État-Major :
  - Maréchal de camp : Louis de Frotté († 18 février 1800)
  - Major général : Thomas Gabriel François d'Oilliamson, dit Gabriel Varon (1740-1799)
  - Adjudant-général : Louis Guérin de Bruslart
  - Adjudant-major : Michel Moulin[5], dit Michelot
- Effectifs : 10 000 hommes
- Division de Saint-Jean-des-Bois, 1 200  à   1 710 hommes.
  - Colonel : Louvet de Monceaux
- Division d'Ambrières, 1 000 hommes.
  - Colonel : Robert Julien Billard de Veaux, dit Alexandre
- Division d'Avranches, 2 000  à   2 487 hommes.
  - Colonel : René-François de Ruays, dit Gérard
  - Major en second : de Saint-Quentin († Tinchebray 31 mars 1796)
- Division de Flers, 800  à   1 210 hommes.
  - Colonel : baron Armand-Joseph de Commarque († 18 février 1800)
  - Major en second: Louis-René Gallery, chevalier de L'Air du Bois, dit La Terreur[6],[7]
- Division du pays d'Auge, de Livarot et Vimoutiers, 500  à   3 000 hommes.
  - Colonel : Louis Picot, dit Le Boucher des Bleus
- Division de Saint-James, 800 hommes.
  - Colonel : François Julien Morel d'Escures
- Division du Perche , ~ 500 hommes.
  - Colonel : Le Chandelier de Pierreville
- Division de Falaise, 1 425 hommes.
  - Colonel : baron Armand-Joseph de Commarque († 18 février 1800), puis
  - Colonel : Du Bruc
- Division de Coutances, Gavray et Périers, 240 hommes.
  - Colonel : M. d'Hugon († 18 février 1800)
- Division de Bayeux, 400 hommes.
  - Colonel : Adrien Bernardin Louis du Poërier de Portbail
- Division de la Presqu'île du Cotentin, 240 hommes.
  - Colonel : Jourdain de Saint-Sauveur
- Division d'Alençon, ~ 200 à 400 hommes.
  - Colonel : Frotté de La Perrière
- Division de L'Aigle, ~ 100 à 200 hommes.
  - Colonel : Pierre-Louis Brétignères de Courteilles
- Division de Lisieux, ~ 100 hommes.
  - Colonel : Charles César Le Gris de Neuville
- Division d'Aunay-Bocage.
  - Colonel : Maurice François Nicolas Filleul, chevalier de Fosse
- Division d'Évreux, ~ 100 hommes.
  - Colonel : Hingant de Saint-Maur
- Division d'Elbeuf, ~ 50 hommes.
  - Colonel : Michel Louis Placide, marquis d'Aché (ex-officier de Bassigny-Infanterie)
- Division de Conches-en-Ouche, ~ 50 hommes.
  - Colonel : Isaac-Gabriel-Auguste Dumont de Bostaquet, marquis de Lamberville dit du Verdun (° 1er octobre 1764 - † 18 février 1800)
- Division de Pont-Audemer, ~ 50 hommes.
  - Colonel : Philippe Charles François Odoard du Hazey[8]
- Division de Louviers, ~ 50 hommes.
  - Colonel : Charles Léonard Odoard du Hazey[8],[9]

## Sources
- Léon de La Sicotière, Louis de Frotté et les insurrections normandes, 1793-1832., t. I, Plon, 1889 (lire en ligne), p. 315 ; 544-577.